# Evoluzione del collegio cardinalizio durante il pontificato di Benedetto XVI
Di seguito è riportata l'evoluzione del collegio cardinalizio durante il pontificato di Benedetto XVI (19 aprile 2005 – 28 febbraio 2013) e la successiva sede vacante (28 febbraio 2013 – 13 marzo 2013).

## Evoluzione in sintesi
Dopo l'elezione del cardinale Joseph Ratzinger, il collegio dei cardinali era costituito da 182 cardinali di cui 116 elettori.

Benedetto XVI ha creato 90 cardinali, di cui 74 elettori (al momento della nomina), in 5 concistori.

Durante il suo pontificato 65 cardinali hanno superato l'80º anno di età perdendo quindi il diritto di voto in conclave e 65 sono deceduti (8 elettori).
| Data                                   | Avvenimento                                              | Elettori | Non elettori | Totale |
| -------------------------------------- | -------------------------------------------------------- | -------- | ------------ | ------ |
| 19 aprile 2005                         | Elezione del cardinale Joseph Ratzinger (Benedetto XVI)  | 116      | 66           | 182    |
| dal 21 giugno 2005 al 28 febbraio 2013 | Cardinali creati                                         | +74      | +16          | +90    |
| dal 21 giugno 2005 al 28 febbraio 2013 | Cardinali divenuti ottuagenari                           | -65      | +65          | 0      |
| dal 21 giugno 2005 al 28 febbraio 2013 | Cardinali deceduti                                       | -8       | -57          | -65    |
| 28 febbraio 2013                       | Rinuncia di papa Benedetto XVI                           | 117      | 90           | 207    |
| 5 marzo 2013                           | 80º genetliaco del cardinale Walter Kasper               | 117      | 90           | 207    |
| 13 marzo 2013                          | Elezione del cardinale Jorge Mario Bergoglio (Francesco) | 115      | 91           | 206    |

## Composizione per paese d'origine
| Paese                   | 2005     | 2005         | 2005   | 2013     | 2013         | 2013   |
| ----------------------- | -------- | ------------ | ------ | -------- | ------------ | ------ |
|                         | Elettori | Non elettori | Totale | Elettori | Non elettori | Totale |
| Angola                  | 0        | 1            | 1      | 0        | 1            | 1      |
| Benin                   | 0        | 1            | 1      | 0        | 0            | 0      |
| Camerun                 | 1        | 0            | 1      | 0        | 1            | 1      |
| Costa d'Avorio          | 1        | 0            | 1      | 0        | 1            | 1      |
| Egitto                  | 0        | 1            | 1      | 1        | 0            | 1      |
| Ghana                   | 1        | 0            | 1      | 1        | 0            | 1      |
| Guinea                  | 0        | 0            | 0      | 1        | 0            | 1      |
| Kenya                   | 0        | 0            | 0      | 1        | 0            | 1      |
| Madagascar              | 1        | 0            | 1      | 0        | 0            | 0      |
| Mauritius               | 0        | 1            | 1      | 0        | 0            | 0      |
| Mozambico               | 0        | 1            | 1      | 0        | 1            | 1      |
| Nigeria                 | 2        | 0            | 2      | 2        | 1            | 3      |
| RD del Congo            | 1        | 0            | 1      | 1        | 0            | 1      |
| Senegal                 | 0        | 0            | 0      | 1        | 0            | 1      |
| Sudafrica               | 1        | 0            | 1      | 1        | 0            | 1      |
| Sudan                   | 1        | 0            | 1      | 1        | 0            | 1      |
| Tanzania                | 1        | 0            | 1      | 1        | 0            | 1      |
| Uganda                  | 1        | 0            | 1      | 0        | 1            | 1      |
| Zambia                  | 0        | 0            | 0      | 0        | 1            | 1      |
| Totale Africa           | 11       | 5            | 16     | 11       | 7            | 18     |
| Cuba                    | 1        | 0            | 1      | 1        | 0            | 1      |
| Guatemala               | 1        | 0            | 1      | 0        | 0            | 0      |
| Honduras                | 1        | 0            | 1      | 1        | 0            | 1      |
| Nicaragua               | 1        | 0            | 1      | 0        | 1            | 1      |
| Porto Rico              | 0        | 1            | 1      | 0        | 0            | 0      |
| Rep. Dominicana         | 1        | 0            | 1      | 1        | 0            | 1      |
| Totale America Centrale | 5        | 1            | 6      | 3        | 1            | 4      |
| Canada                  | 3        | 2            | 5      | 3        | 0            | 3      |
| Messico                 | 4        | 1            | 5      | 3        | 1            | 4      |
| Stati Uniti             | 11       | 2            | 13     | 11       | 8            | 19     |
| Totale America del Nord | 18       | 5            | 23     | 17       | 9            | 26     |
| Argentina               | 1        | 2            | 3      | 2        | 2            | 4      |
| Bolivia                 | 1        | 0            | 1      | 1        | 0            | 1      |
| Brasile                 | 4        | 4            | 8      | 5        | 4            | 9      |
| Cile                    | 2        | 0            | 2      | 1        | 1            | 2      |
| Colombia                | 3        | 0            | 3      | 1        | 2            | 3      |
| Ecuador                 | 0        | 1            | 1      | 1        | 0            | 1      |
| Perù                    | 1        | 0            | 1      | 1        | 0            | 1      |
| Venezuela               | 0        | 1            | 1      | 1        | 0            | 1      |
| Totale America del Sud  | 12       | 8            | 20     | 12       | 9            | 21     |
| Cina                    | 0        | 0            | 0      | 1        | 1            | 2      |
| Corea del Sud           | 0        | 1            | 1      | 0        | 1            | 1      |
| Filippine               | 2        | 1            | 3      | 1        | 2            | 3      |
| Giappone                | 2        | 0            | 2      | 0        | 0            | 0      |
| India                   | 3        | 2            | 5      | 5        | 2            | 7      |
| Indonesia               | 1        | 0            | 1      | 1        | 0            | 1      |
| Iraq                    | 0        | 0            | 0      | 0        | 1            | 1      |
| Libano                  | 0        | 1            | 1      | 1        | 1            | 2      |
| Siria                   | 1        | 0            | 1      | 0        | 0            | 0      |
| Sri Lanka               | 0        | 0            | 0      | 1        | 0            | 1      |
| Taiwan                  | 0        | 1            | 1      | 0        | 0            | 0      |
| Thailandia              | 1        | 0            | 1      | 0        | 1            | 1      |
| Vietnam                 | 1        | 1            | 2      | 1        | 0            | 1      |
| Totale Asia             | 11       | 7            | 18     | 11       | 9            | 20     |
| Austria                 | 1        | 1            | 2      | 1        | 0            | 1      |
| Belgio                  | 1        | 0            | 1      | 1        | 0            | 1      |
| Bielorussia             | 0        | 1            | 1      | 0        | 0            | 0      |
| Bosnia ed Erzegovina    | 1        | 0            | 1      | 1        | 0            | 1      |
| Croazia                 | 1        | 0            | 1      | 1        | 0            | 1      |
| Francia                 | 5        | 2            | 7      | 4        | 4            | 8      |
| Germania                | 5        | 2            | 7      | 6        | 3            | 9      |
| Irlanda                 | 1        | 1            | 2      | 1        | 1            | 2      |
| Italia                  | 20       | 18           | 38     | 28       | 21           | 49     |
| Lettonia                | 1        | 0            | 1      | 0        | 1            | 1      |
| Lituania                | 1        | 0            | 1      | 1        | 0            | 1      |
| Malta                   | 0        | 0            | 0      | 0        | 1            | 1      |
| Paesi Bassi             | 1        | 1            | 2      | 1        | 1            | 2      |
| Polonia                 | 3        | 4            | 7      | 4        | 3            | 7      |
| Portogallo              | 2        | 0            | 2      | 2        | 1            | 3      |
| Regno Unito             | 2        | 0            | 2      | 1        | 1            | 2      |
| Rep. Ceca               | 1        | 1            | 2      | 1        | 1            | 2      |
| Romania                 | 0        | 0            | 0      | 0        | 1            | 1      |
| Slovacchia              | 0        | 2            | 2      | 0        | 1            | 1      |
| Slovenia                | 0        | 0            | 0      | 1        | 0            | 1      |
| Spagna                  | 6        | 2            | 8      | 5        | 5            | 10     |
| Svizzera                | 1        | 2            | 3      | 1        | 3            | 4      |
| Ucraina                 | 2        | 0            | 2      | 0        | 2            | 2      |
| Ungheria                | 2        | 0            | 2      | 1        | 1            | 2      |
| Totale Europa           | 57       | 37           | 94     | 61       | 52           | 113    |
| Australia               | 1        | 2            | 3      | 1        | 2            | 3      |
| Nuova Zelanda           | 1        | 0            | 1      | 0        | 1            | 1      |
| Samoa                   | 0        | 1            | 1      | 0        | 0            | 0      |
| Totale Oceania          | 2        | 3            | 5      | 1        | 3            | 4      |
| Totale                  | 116      | 66           | 182    | 117      | 90           | 207    |

## Elenco degli avvenimenti
| Data              | Avvenimento                                                                  | Paese              | Elettori | Non elettori | Totale |
| ----------------- | ---------------------------------------------------------------------------- | ------------------ | -------- | ------------ | ------ |
| 19 aprile 2005    | Elezione papale del cardinale Joseph Ratzinger con il nome di Benedetto XVI  | Città del Vaticano | 116      | 66           | 182    |
| 21 giugno 2005    | Morte del cardinale Jaime Lachica Sin                                        | Filippine          | 115      | 66           | 181    |
| 8 luglio 2005     | 80º genetliaco del cardinale Marco Cé                                        | Italia             | 114      | 67           | 181    |
| 14 luglio 2005    | 80º genetliaco del cardinale Francisco Álvarez Martínez                      | Spagna             | 113      | 68           | 181    |
| 7 agosto 2005     | 80º genetliaco del cardinale Armand Gaétan Razafindratandra                  | Madagascar         | 112      | 69           | 181    |
| 15 ottobre 2005   | Morte del cardinale Giuseppe Caprio                                          | Italia             | 112      | 68           | 180    |
| 23 ottobre 2005   | 80º genetliaco del cardinale José Freire Falcão                              | Brasile            | 111      | 69           | 180    |
| 8 dicembre 2005   | Morte del cardinale Leo Scheffczyk                                           | Germania           | 111      | 68           | 179    |
| 19 gennaio 2006   | Morte del cardinale Pio Taofinu'u                                            | Samoa              | 111      | 67           | 178    |
| 2 febbraio 2006   | 80º genetliaco del cardinale Miguel Obando Bravo                             | Nicaragua          | 110      | 68           | 178    |
| 2 marzo 2006      | 80º genetliaco del cardinale Bernard Agré                                    | Costa d'Avorio     | 109      | 69           | 178    |
| 24 marzo 2006     | 80º genetliaco del cardinale Desmond Connell                                 | Irlanda            | 108      | 70           | 178    |
| 24 marzo 2006     | Concistoro per la creazione di 15 cardinali di cui 12 elettori:              | Città del Vaticano | 120      | 73           | 193    |
| 24 marzo 2006     | William Joseph Levada                                                        | Stati Uniti        | 120      | 73           | 193    |
| 24 marzo 2006     | Franc Rodé                                                                   | Slovenia           | 120      | 73           | 193    |
| 24 marzo 2006     | Agostino Vallini                                                             | Italia             | 120      | 73           | 193    |
| 24 marzo 2006     | Jorge Liberato Urosa Savino                                                  | Venezuela          | 120      | 73           | 193    |
| 24 marzo 2006     | Gaudencio Rosales                                                            | Filippine          | 120      | 73           | 193    |
| 24 marzo 2006     | Jean-Pierre Ricard                                                           | Francia            | 120      | 73           | 193    |
| 24 marzo 2006     | Antonio Cañizares Llovera                                                    | Spagna             | 120      | 73           | 193    |
| 24 marzo 2006     | Nicholas Cheong Jin-Suk                                                      | Corea del Sud      | 120      | 73           | 193    |
| 24 marzo 2006     | Sean Patrick O'Malley                                                        | Stati Uniti        | 120      | 73           | 193    |
| 24 marzo 2006     | Stanisław Dziwisz                                                            | Polonia            | 120      | 73           | 193    |
| 24 marzo 2006     | Carlo Caffarra                                                               | Italia             | 120      | 73           | 193    |
| 24 marzo 2006     | Joseph Zen Ze-Kiun                                                           | Hong Kong          | 120      | 73           | 193    |
| 24 marzo 2006     | e 3 non elettori:                                                            | Città del Vaticano | 120      | 73           | 193    |
| 24 marzo 2006     | Andrea Cordero Lanza di Montezemolo                                          | Italia             | 120      | 73           | 193    |
| 24 marzo 2006     | Peter Poreku Dery                                                            | Ghana              | 120      | 73           | 193    |
| 24 marzo 2006     | Albert Vanhoye                                                               | Francia            | 120      | 73           | 193    |
| 1º maggio 2006    | Morte del cardinale Raúl Francisco Primatesta                                | Argentina          | 120      | 72           | 192    |
| 13 luglio 2006    | Morte del cardinale Ángel Suquía Goicoechea                                  | Spagna             | 120      | 71           | 191    |
| 2 agosto 2006     | Morte del cardinale Johannes Willebrands                                     | Paesi Bassi        | 120      | 70           | 190    |
| 14 agosto 2006    | 80º genetliaco del cardinale Agostino Cacciavillan                           | Italia             | 119      | 71           | 190    |
| 21 agosto 2006    | 80º genetliaco del cardinale Marian Jaworski                                 | Ucraina            | 118      | 72           | 190    |
| 17 settembre 2006 | 80º genetliaco del cardinale Jean-Marie Lustiger                             | Francia            | 117      | 73           | 190    |
| 24 settembre 2006 | 80º genetliaco del cardinale Ricardo María Carles Gordó                      | Spagna             | 116      | 74           | 190    |
| 29 settembre 2006 | Morte del cardinale Louis-Albert Vachon                                      | Canada             | 116      | 73           | 189    |
| 13 ottobre 2006   | Morte del cardinale Dino Monduzzi                                            | Italia             | 116      | 72           | 188    |
| 18 ottobre 2006   | Morte del cardinale Mario Francesco Pompedda                                 | Italia             | 115      | 72           | 187    |
| 21 novembre 2006  | 80º genetliaco del cardinale William Wakefield Baum                          | Stati Uniti        | 114      | 73           | 187    |
| 10 dicembre 2006  | Morte del cardinale Salvatore Pappalardo                                     | Italia             | 114      | 72           | 186    |
| 15 dicembre 2006  | 80º genetliaco del cardinale Emmanuel Wamala                                 | Uganda             | 113      | 73           | 186    |
| 23 dicembre 2006  | 80º genetliaco del cardinale Jorge Arturo Medina Estévez                     | Cile               | 112      | 74           | 186    |
| 6 gennaio 2007    | Morte del cardinale Frédéric Etsou-Nzabi-Bamungwabi                          | RD del Congo       | 111      | 74           | 185    |
| 9 gennaio 2007    | 80º genetliaco del cardinale Adolfo Antonio Suárez Rivera                    | Messico            | 110      | 75           | 185    |
| 1º febbraio 2007  | Morte del cardinale Antonio María Javierre Ortas                             | Spagna             | 110      | 74           | 184    |
| 15 febbraio 2007  | 80º genetliaco del cardinale Carlo Maria Martini                             | Italia             | 109      | 75           | 184    |
| 31 marzo 2007     | 80º genetliaco del cardinale Eduardo Martínez Somalo                         | Spagna             | 108      | 76           | 184    |
| 8 maggio 2007     | 80º genetliaco del cardinale László Paskai                                   | Ungheria           | 107      | 77           | 184    |
| 20 maggio 2007    | 80º genetliaco del cardinale Franciszek Macharski                            | Polonia            | 106      | 78           | 184    |
| 29 maggio 2007    | 80º genetliaco del cardinale Varkey Vithayathil                              | India              | 105      | 79           | 184    |
| 17 giugno 2007    | Morte del cardinale Angelo Felici                                            | Italia             | 105      | 78           | 183    |
| 5 agosto 2007     | Morte del cardinale Jean-Marie Lustiger                                      | Francia            | 105      | 77           | 182    |
| 25 agosto 2007    | Morte del cardinale Édouard Gagnon                                           | Canada             | 105      | 76           | 181    |
| 14 settembre 2007 | 80º genetliaco del cardinale Edmund Casimir Szoka                            | Stati Uniti        | 104      | 77           | 181    |
| 28 settembre 2007 | Morte del cardinale Adam Kozłowiecki                                         | Polonia            | 104      | 76           | 180    |
| 16 ottobre 2007   | Morte del cardinale Rosalio José Castillo Lara                               | Venezuela          | 104      | 75           | 179    |
| 8 novembre 2007   | Morte del cardinale Stephen Fumio Hamao                                      | Giappone           | 103      | 75           | 178    |
| 23 novembre 2007  | 80º genetliaco del cardinale Angelo Sodano                                   | Italia             | 102      | 76           | 178    |
| 24 novembre 2007  | Concistoro per la creazione di 23 cardinali di cui 18 elettori:              | Città del Vaticano | 120      | 81           | 201    |
| 24 novembre 2007  | Leonardo Sandri                                                              | Argentina          | 120      | 81           | 201    |
| 24 novembre 2007  | John Patrick Foley                                                           | Stati Uniti        | 120      | 81           | 201    |
| 24 novembre 2007  | Giovanni Lajolo                                                              | Italia             | 120      | 81           | 201    |
| 24 novembre 2007  | Paul Josef Cordes                                                            | Germania           | 120      | 81           | 201    |
| 24 novembre 2007  | Angelo Comastri                                                              | Italia             | 120      | 81           | 201    |
| 24 novembre 2007  | Stanisław Ryłko                                                              | Polonia            | 120      | 81           | 201    |
| 24 novembre 2007  | Raffaele Farina                                                              | Italia             | 120      | 81           | 201    |
| 24 novembre 2007  | Agustín García-Gasco Vicente                                                 | Spagna             | 120      | 81           | 201    |
| 24 novembre 2007  | Seán Baptist Brady                                                           | Irlanda            | 120      | 81           | 201    |
| 24 novembre 2007  | Lluís Martínez Sistach                                                       | Spagna             | 120      | 81           | 201    |
| 24 novembre 2007  | André Vingt-Trois                                                            | Francia            | 120      | 81           | 201    |
| 24 novembre 2007  | Angelo Bagnasco                                                              | Italia             | 120      | 81           | 201    |
| 24 novembre 2007  | Théodore-Adrien Sarr                                                         | Senegal            | 120      | 81           | 201    |
| 24 novembre 2007  | Oswald Gracias                                                               | India              | 120      | 81           | 201    |
| 24 novembre 2007  | Francisco Robles Ortega                                                      | Messico            | 120      | 81           | 201    |
| 24 novembre 2007  | Daniel Nicholas DiNardo                                                      | Stati Uniti        | 120      | 81           | 201    |
| 24 novembre 2007  | Odilo Pedro Scherer                                                          | Brasile            | 120      | 81           | 201    |
| 24 novembre 2007  | John Njue                                                                    | Kenya              | 120      | 81           | 201    |
| 24 novembre 2007  | e 5 non elettori:                                                            | Città del Vaticano | 120      | 81           | 201    |
| 24 novembre 2007  | Emmanuel III Delly                                                           | Iraq               | 120      | 81           | 201    |
| 24 novembre 2007  | Giovanni Coppa                                                               | Italia             | 120      | 81           | 201    |
| 24 novembre 2007  | Estanislao Esteban Karlic                                                    | Argentina          | 120      | 81           | 201    |
| 24 novembre 2007  | Urbano Navarrete                                                             | Spagna             | 120      | 81           | 201    |
| 24 novembre 2007  | Umberto Betti                                                                | Italia             | 120      | 81           | 201    |
| 12 dicembre 2007  | Morte del cardinale Alfons Maria Stickler                                    | Austria            | 120      | 80           | 200    |
| 23 dicembre 2007  | Morte del cardinale Aloísio Leo Arlindo Lorscheider                          | Brasile            | 120      | 79           | 199    |
| 20 febbraio 2008  | 80º genetliaco del cardinale Friedrich Wetter                                | Germania           | 119      | 80           | 199    |
| 6 marzo 2008      | Morte del cardinale Peter Poreku Dery                                        | Ghana              | 119      | 79           | 198    |
| 22 marzo 2008     | Morte del cardinale Adolfo Antonio Suárez Rivera                             | Messico            | 119      | 78           | 197    |
| 10 aprile 2008    | Morte del cardinale Ernesto Corripio y Ahumada                               | Messico            | 119      | 77           | 196    |
| 19 aprile 2008    | Morte del cardinale Alfonso López Trujillo                                   | Colombia           | 118      | 77           | 195    |
| 13 maggio 2008    | Morte del cardinale Bernardin Gantin                                         | Benin              | 118      | 76           | 194    |
| 13 giugno 2008    | 80º genetliaco del cardinale Giacomo Biffi                                   | Italia             | 117      | 77           | 194    |
| 17 giugno 2008    | 80º genetliaco del cardinale Peter Seiichi Shirayanagi                       | Giappone           | 116      | 78           | 194    |
| 6 settembre 2008  | Morte del cardinale Antonio Innocenti                                        | Italia             | 116      | 77           | 193    |
| 13 ottobre 2008   | Morte del cardinale Antonio José González Zumárraga                          | Ecuador            | 116      | 76           | 192    |
| 12 dicembre 2008  | Morte del cardinale Avery Robert Dulles                                      | Stati Uniti        | 116      | 75           | 191    |
| 10 gennaio 2009   | Morte del cardinale Pio Laghi                                                | Italia             | 116      | 74           | 190    |
| 20 gennaio 2009   | Morte del cardinale Stéphanos II Ghattas                                     | Egitto             | 116      | 73           | 189    |
| 25 gennaio 2009   | 80º genetliaco del cardinale Michael Michai Kitbunchu                        | Thailandia         | 115      | 74           | 189    |
| 16 febbraio 2009  | Morte del cardinale Stephen Kim Sou-hwan                                     | Corea del Sud      | 115      | 73           | 188    |
| 22 febbraio 2009  | Morte del cardinale Paul Joseph Phạm Đình Tụng                               | Vietnam            | 115      | 72           | 187    |
| 1º aprile 2009    | Morte del cardinale Umberto Betti                                            | Italia             | 115      | 71           | 186    |
| 25 giugno 2009    | 80º genetliaco del cardinale Francesco Marchisano                            | Italia             | 114      | 72           | 186    |
| 4 luglio 2009     | 80º genetliaco del cardinale Darío Castrillón Hoyos                          | Colombia           | 113      | 73           | 186    |
| 17 luglio 2009    | Morte del cardinale Jean Margéot                                             | Mauritius          | 113      | 72           | 185    |
| 18 dicembre 2009  | 80º genetliaco del cardinale Józef Glemp                                     | Polonia            | 112      | 73           | 185    |
| 30 dicembre 2009  | Morte del cardinale Peter Seiichi Shirayanagi                                | Giappone           | 112      | 72           | 184    |
| 31 dicembre 2009  | Morte del cardinale Cahal Brendan Daly                                       | Irlanda            | 112      | 71           | 183    |
| 9 gennaio 2010    | Morte del cardinale Armand Gaétan Razafindratandra                           | Madagascar         | 112      | 70           | 182    |
| 27 gennaio 2010   | 80º genetliaco del cardinale Aloysius Matthew Ambrozic                       | Canada             | 111      | 71           | 182    |
| 18 marzo 2010     | 80º genetliaco del cardinale Adam Joseph Maida                               | Stati Uniti        | 110      | 72           | 182    |
| 20 marzo 2010     | 80º genetliaco del cardinale Thomas Stafford Williams                        | Nuova Zelanda      | 109      | 73           | 182    |
| 31 marzo 2010     | 80º genetliaco del cardinale Julián Herranz Casado                           | Spagna             | 108      | 74           | 182    |
| 16 aprile 2010    | Morte del cardinale Tomáš Špidlík                                            | Rep. Ceca          | 108      | 73           | 181    |
| 30 aprile 2010    | Morte del cardinale Paul Augustin Mayer                                      | Germania           | 108      | 72           | 180    |
| 4 maggio 2010     | Morte del cardinale Luigi Poggi                                              | Italia             | 108      | 71           | 179    |
| 7 luglio 2010     | 80º genetliaco del cardinale Theodore Edgar McCarrick                        | Stati Uniti        | 107      | 72           | 179    |
| 30 agosto 2010    | 80º genetliaco del cardinale Paul Poupard                                    | Francia            | 106      | 73           | 179    |
| 6 settembre 2010  | 80º genetliaco del cardinale Salvatore De Giorgi                             | Italia             | 105      | 74           | 179    |
| 18 settembre 2010 | 80º genetliaco del cardinale Ignace Moussa I Daoud                           | Siria              | 104      | 75           | 179    |
| 26 settembre 2010 | 80º genetliaco del cardinale Michele Giordano                                | Italia             | 103      | 76           | 179    |
| 15 ottobre 2010   | 80º genetliaco del cardinale Christian Wiyghan Tumi                          | Camerun            | 102      | 77           | 179    |
| 14 novembre 2010  | 80º genetliaco del cardinale Jānis Pujats                                    | Lettonia           | 101      | 78           | 179    |
| 20 novembre 2010  | Concistoro per la creazione di 24 cardinali di cui 20 elettori:              | Città del Vaticano | 121      | 82           | 203    |
| 20 novembre 2010  | Angelo Amato                                                                 | Italia             | 121      | 82           | 203    |
| 20 novembre 2010  | Antonios Naguib                                                              | Egitto             | 121      | 82           | 203    |
| 20 novembre 2010  | Robert Sarah                                                                 | Guinea             | 121      | 82           | 203    |
| 20 novembre 2010  | Francesco Monterisi                                                          | Italia             | 121      | 82           | 203    |
| 20 novembre 2010  | Fortunato Baldelli                                                           | Italia             | 121      | 82           | 203    |
| 20 novembre 2010  | Raymond Leo Burke                                                            | Stati Uniti        | 121      | 82           | 203    |
| 20 novembre 2010  | Kurt Koch                                                                    | Svizzera           | 121      | 82           | 203    |
| 20 novembre 2010  | Paolo Sardi                                                                  | Italia             | 121      | 82           | 203    |
| 20 novembre 2010  | Mauro Piacenza                                                               | Italia             | 121      | 82           | 203    |
| 20 novembre 2010  | Velasio De Paolis                                                            | Italia             | 121      | 82           | 203    |
| 20 novembre 2010  | Gianfranco Ravasi                                                            | Italia             | 121      | 82           | 203    |
| 20 novembre 2010  | Medardo Joseph Mazombwe                                                      | Zambia             | 121      | 82           | 203    |
| 20 novembre 2010  | Raúl Eduardo Vela Chiriboga                                                  | Ecuador            | 121      | 82           | 203    |
| 20 novembre 2010  | Laurent Monsengwo Pasinya                                                    | RD del Congo       | 121      | 82           | 203    |
| 20 novembre 2010  | Paolo Romeo                                                                  | Italia             | 121      | 82           | 203    |
| 20 novembre 2010  | Donald William Wuerl                                                         | Stati Uniti        | 121      | 82           | 203    |
| 20 novembre 2010  | Raymundo Damasceno Assis                                                     | Brasile            | 121      | 82           | 203    |
| 20 novembre 2010  | Kazimierz Nycz                                                               | Polonia            | 121      | 82           | 203    |
| 20 novembre 2010  | Albert Malcolm Ranjith Patabendige Don                                       | Sri Lanka          | 121      | 82           | 203    |
| 20 novembre 2010  | Reinhard Marx                                                                | Germania           | 121      | 82           | 203    |
| 20 novembre 2010  | e 4 non elettori:                                                            | Città del Vaticano | 121      | 82           | 203    |
| 20 novembre 2010  | José Manuel Estepa Llaurens                                                  | Spagna             | 121      | 82           | 203    |
| 20 novembre 2010  | Elio Sgreccia                                                                | Italia             | 121      | 82           | 203    |
| 20 novembre 2010  | Walter Brandmüller                                                           | Germania           | 121      | 82           | 203    |
| 20 novembre 2010  | Domenico Bartolucci                                                          | Italia             | 121      | 82           | 203    |
| 22 novembre 2010  | Morte del cardinale Urbano Navarrete                                         | Spagna             | 121      | 81           | 202    |
| 2 dicembre 2010   | Morte del cardinale Michele Giordano                                         | Italia             | 121      | 80           | 201    |
| 26 gennaio 2011   | 80º genetliaco del cardinale Bernard Panafieu                                | Francia            | 120      | 81           | 201    |
| 6 febbraio 2011   | 80º genetliaco del cardinale Ricardo Jamin Vidal                             | Filippine          | 119      | 82           | 201    |
| 12 febbraio 2011  | 80º genetliaco del cardinale Agustín García-Gasco Vicente                    | Spagna             | 118      | 83           | 201    |
| 19 febbraio 2011  | 80º genetliaco del cardinale Camillo Ruini                                   | Italia             | 117      | 84           | 201    |
| 4 marzo 2011      | 80º genetliaco del cardinale William Henry Keeler                            | Stati Uniti        | 116      | 85           | 201    |
| 1º aprile 2011    | Morte del cardinale Varkey Vithayathil                                       | India              | 116      | 84           | 200    |
| 11 aprile 2011    | 80º genetliaco del cardinale Sergio Sebastiani                               | Italia             | 115      | 85           | 200    |
| 18 aprile 2011    | Morte del cardinale Giovanni Saldarini                                       | Italia             | 115      | 84           | 199    |
| 1º maggio 2011    | Morte del cardinale Agustín García-Gasco Vicente                             | Spagna             | 115      | 83           | 198    |
| 30 giugno 2011    | Morte del cardinale Georg Maximilian Sterzinsky                              | Germania           | 114      | 83           | 197    |
| 21 luglio 2011    | Morte del cardinale Kazimierz Świątek                                        | Bielorussia        | 114      | 82           | 196    |
| 24 luglio 2011    | Morte del cardinale Virgilio Noè                                             | Italia             | 114      | 81           | 195    |
| 26 agosto 2011    | Morte del cardinale Aloysius Matthew Ambrozic                                | Canada             | 114      | 80           | 194    |
| 3 settembre 2011  | Morte del cardinale Andrzej Maria Deskur                                     | Polonia            | 114      | 79           | 193    |
| 24 settembre 2011 | 80º genetliaco del cardinale Medardo Joseph Mazombwe                         | Zambia             | 113      | 80           | 193    |
| 4 novembre 2011   | 80º genetliaco del cardinale Bernard Francis Law                             | Stati Uniti        | 112      | 81           | 193    |
| 26 novembre 2011  | 80º genetliaco del cardinale Adrianus Johannes Simonis                       | Paesi Bassi        | 111      | 82           | 193    |
| 7 dicembre 2011   | 80º genetliaco del cardinale Nicholas Cheong Jin-Suk                         | Corea del Sud      | 110      | 83           | 193    |
| 11 dicembre 2011  | Morte del cardinale John Patrick Foley                                       | Stati Uniti        | 109      | 83           | 192    |
| 6 gennaio 2012    | 80º genetliaco del cardinale José Saraiva Martins                            | Portogallo         | 108      | 84           | 192    |
| 13 gennaio 2012   | 80º genetliaco del cardinale Joseph Zen Ze-Kiun                              | Cina               | 107      | 85           | 192    |
| 31 gennaio 2012   | Morte del cardinale Anthony Joseph Bevilacqua                                | Stati Uniti        | 107      | 84           | 191    |
| 18 febbraio 2012  | Concistoro per la creazione di 22 cardinali di cui 18 elettori:              | Città del Vaticano | 125      | 88           | 213    |
| 18 febbraio 2012  | Fernando Filoni                                                              | Italia             | 125      | 88           | 213    |
| 18 febbraio 2012  | Manuel Monteiro de Castro                                                    | Portogallo         | 125      | 88           | 213    |
| 18 febbraio 2012  | Santos Abril y Castelló                                                      | Spagna             | 125      | 88           | 213    |
| 18 febbraio 2012  | Antonio Maria Vegliò                                                         | Italia             | 125      | 88           | 213    |
| 18 febbraio 2012  | Giuseppe Bertello                                                            | Italia             | 125      | 88           | 213    |
| 18 febbraio 2012  | Francesco Coccopalmerio                                                      | Italia             | 125      | 88           | 213    |
| 18 febbraio 2012  | João Braz de Aviz                                                            | Brasile            | 125      | 88           | 213    |
| 18 febbraio 2012  | Edwin Frederick O'Brien                                                      | Stati Uniti        | 125      | 88           | 213    |
| 18 febbraio 2012  | Domenico Calcagno                                                            | Italia             | 125      | 88           | 213    |
| 18 febbraio 2012  | Giuseppe Versaldi                                                            | Italia             | 125      | 88           | 213    |
| 18 febbraio 2012  | George Alencherry                                                            | India              | 125      | 88           | 213    |
| 18 febbraio 2012  | Thomas Christopher Collins                                                   | Canada             | 125      | 88           | 213    |
| 18 febbraio 2012  | Dominik Duka                                                                 | Rep. Ceca          | 125      | 88           | 213    |
| 18 febbraio 2012  | Willem Jacobus Eĳk                                                           | Paesi Bassi        | 125      | 88           | 213    |
| 18 febbraio 2012  | Giuseppe Betori                                                              | Italia             | 125      | 88           | 213    |
| 18 febbraio 2012  | Timothy Dolan                                                                | Stati Uniti        | 125      | 88           | 213    |
| 18 febbraio 2012  | Rainer Maria Woelki                                                          | Germania           | 125      | 88           | 213    |
| 18 febbraio 2012  | John Tong Hon                                                                | Hong Kong          | 125      | 88           | 213    |
| 18 febbraio 2012  | e 4 non elettori:                                                            | Città del Vaticano | 125      | 88           | 213    |
| 18 febbraio 2012  | Lucian Mureșan                                                               | Romania            | 125      | 88           | 213    |
| 18 febbraio 2012  | Julien Ries                                                                  | Belgio             | 125      | 88           | 213    |
| 18 febbraio 2012  | Prospero Grech                                                               | Malta              | 125      | 88           | 213    |
| 18 febbraio 2012  | Karl Becker                                                                  | Germania           | 125      | 88           | 213    |
| 8 marzo 2012      | 80º genetliaco del cardinale Rodolfo Quezada Toruño                          | Guatemala          | 124      | 89           | 213    |
| 9 marzo 2012      | Morte del cardinale José Tomás Sánchez                                       | Filippine          | 124      | 88           | 212    |
| 2 aprile 2012     | 80º genetliaco del cardinale Edward Michael Egan                             | Stati Uniti        | 123      | 89           | 212    |
| 7 aprile 2012     | Morte del cardinale Ignace Moussa I Daoud                                    | Siria              | 123      | 88           | 211    |
| 10 aprile 2012    | Morte del cardinale Luis Aponte Martínez                                     | Porto Rico         | 123      | 87           | 210    |
| 17 maggio 2012    | 80º genetliaco del cardinale Miloslav Vlk                                    | Rep. Ceca          | 122      | 88           | 210    |
| 4 giugno 2012     | Morte del cardinale Rodolfo Quezada Toruño                                   | Guatemala          | 122      | 87           | 209    |
| 14 giugno 2012    | 80º genetliaco del cardinale Henri Schwery                                   | Svizzera           | 121      | 88           | 209    |
| 10 luglio 2012    | Morte del cardinale Eugênio de Araújo Sales                                  | Brasile            | 121      | 87           | 208    |
| 26 luglio 2012    | 80º genetliaco del cardinale James Francis Stafford                          | Stati Uniti        | 120      | 88           | 208    |
| 10 agosto 2012    | 80º genetliaco del cardinale Gaudencio Rosales                               | Filippine          | 119      | 89           | 208    |
| 22 agosto 2012    | Morte del cardinale Paul Shan Kuo-hsi                                        | Taiwan             | 119      | 88           | 207    |
| 24 agosto 2012    | 80º genetliaco del cardinale Cormac Murphy-O'Connor                          | Regno Unito        | 118      | 89           | 207    |
| 31 agosto 2012    | Morte del cardinale Carlo Maria Martini                                      | Italia             | 118      | 88           | 206    |
| 13 settembre 2012 | 80º genetliaco del cardinale Pedro Rubiano Sáenz                             | Colombia           | 117      | 89           | 206    |
| 20 settembre 2012 | Morte del cardinale Fortunato Baldelli                                       | Italia             | 116      | 89           | 205    |
| 1º novembre 2012  | 80º genetliaco del cardinale Francis Arinze                                  | Nigeria            | 115      | 90           | 205    |
| 23 novembre 2012  | 80º genetliaco del cardinale Renato Raffaele Martino                         | Italia             | 114      | 91           | 205    |
| 24 novembre 2012  | Concistoro per la creazione di 6 cardinali elettori:                         | Città del Vaticano | 120      | 91           | 211    |
| 24 novembre 2012  | James Michael Harvey                                                         | Stati Uniti        | 120      | 91           | 211    |
| 24 novembre 2012  | Béchara Boutros Raï                                                          | Libano             | 120      | 91           | 211    |
| 24 novembre 2012  | Isaac Cleemis Thottunkal                                                     | India              | 120      | 91           | 211    |
| 24 novembre 2012  | John Olorunfemi Onaiyekan                                                    | Nigeria            | 120      | 91           | 211    |
| 24 novembre 2012  | Rubén Salazar Gómez                                                          | Colombia           | 120      | 91           | 211    |
| 24 novembre 2012  | Luis Antonio Tagle                                                           | Filippine          | 120      | 91           | 211    |
| 8 dicembre 2012   | 80º genetliaco del cardinale Eusébio Oscar Scheid                            | Brasile            | 119      | 92           | 211    |
| 23 gennaio 2013   | Morte del cardinale Józef Glemp                                              | Polonia            | 119      | 91           | 210    |
| 26 gennaio 2013   | 80º genetliaco del cardinale Javier Lozano Barragán                          | Messico            | 118      | 92           | 210    |
| 8 febbraio 2013   | Morte del cardinale Giovanni Cheli                                           | Italia             | 118      | 91           | 209    |
| 23 febbraio 2013  | Morte del cardinale Julien Ries                                              | Belgio             | 118      | 90           | 208    |
| 26 febbraio 2013  | 80º genetliaco del cardinale Ljubomyr Huzar                                  | Ucraina            | 117      | 91           | 208    |
| 28 febbraio 2013  | Morte del cardinale Jean Marcel Honoré                                       | Francia            | 117      | 90           | 207    |
| 28 febbraio 2013  | Rinuncia di papa Benedetto XVI                                               | Città del Vaticano | 117      | 90           | 207    |
| 5 marzo 2013      | 80º genetliaco del cardinale Walter Kasper                                   | Germania           | 117      | 90           | 207    |
| 12 marzo 2013     | Apertura del conclave                                                        | Città del Vaticano | 117      | 90           | 207    |
| 13 marzo 2013     | Elezione papale del cardinale Jorge Mario Bergoglio con il nome di Francesco | Città del Vaticano | 115      | 91           | 206    |